# Кекине
Ке́кине — село в Україні, у Миколаївській сільській громаді Сумського району Сумської області. Населення становить 317 осіб. До 2016 орган місцевого самоврядування — Кекинська сільська рада.

## Географія
Село Кекине знаходиться на березі безіменного пересихаючого струмка, який через 3,5 км впадає в струмок Крига, вище за течією на відстані 2,5 км розташоване село Зелене, нижче за течією на відстані 1 км розташоване село Капітанівка. На струмку кілька гребль.

## Історія
12 червня 2020 року, відповідно до розпорядження Кабінету Міністрів України № 723-р «Про визначення адміністративних центрів та затвердження територій територіальних громад Сумської області», село увійшло до складу Миколаївської сільської громади.
19 липня 2020 року, в результаті адміністративно-територіальної реформи та ліквідації Сумського району(1923—2020), увійшло до складу новоутвореного Сумського району.

#### Російське вторгнення в Україну (з 2022)
26 серпня 2024 року російські загарбники продовжували обстрілювати прикордонні території Сумської області. Зокрема в селі зафіксовано 1 вибух, ймовірно КАБ.

## Відомі люди
- Іван Євстафійович Коробчанський — український радянський вчений у галузі теплоенергетики.
- Сергій Омелянович Луньов - відомий український художник-аквареліст. Завдяки Луньову акварельний живопис здобув одне з провідних місць серед видів образотворчого мистецтва.